# Península de Noto

Localização

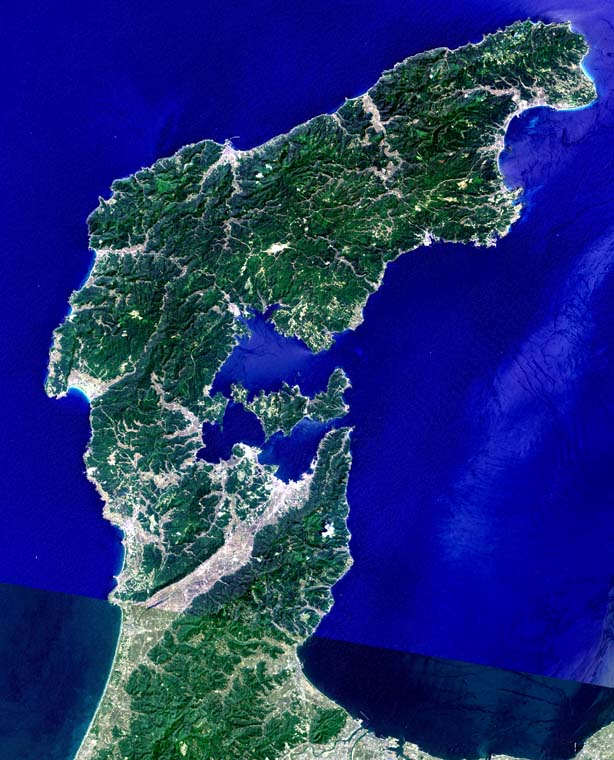
Imagem de satélite

A Península de Noto (能登 半島, Nōto-hantō) é uma península localizada na zona costeira da província de Ishikawa, no centro da ilha de Honshu, a maior ilha do Japão, que se projeta para norte para o Mar do Japão.